# Svartsö
Svartsö é uma ilha da Suécia, situada no arquipélago de Estocolmo, nas águas do mar Báltico.

Está localizada entre as ilhas de Möja e Ljusterö, tem uns 10 km de comprimento e 2,5 km de largura, e conta com uma população permanente de umas 65 pessoas.
Pertence à comuna de Värmdö. 

Dispõe de um pequeno hotel e de um albergue juvenil.

É acessivel por barco com carreiras regulares.

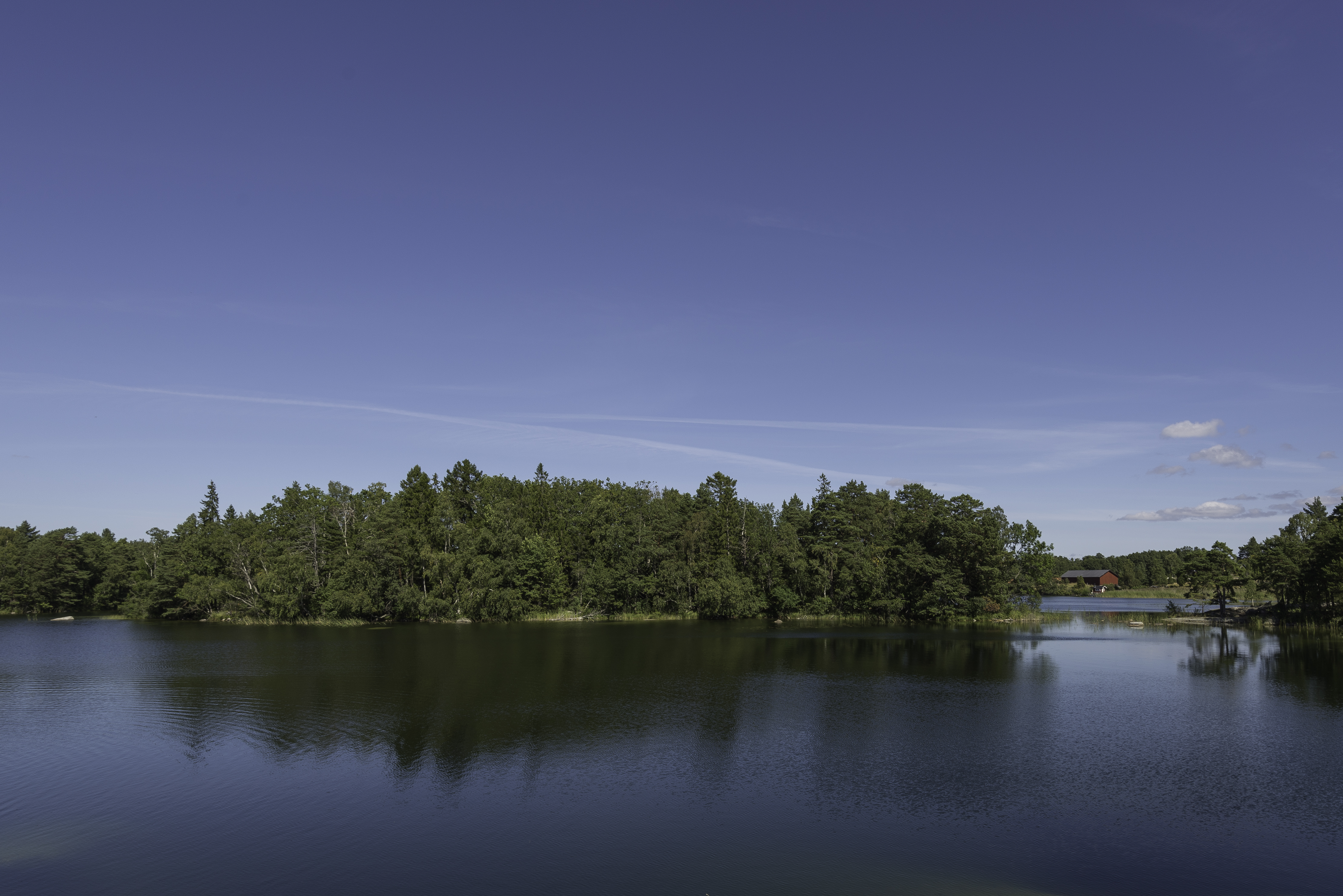
Storträsk
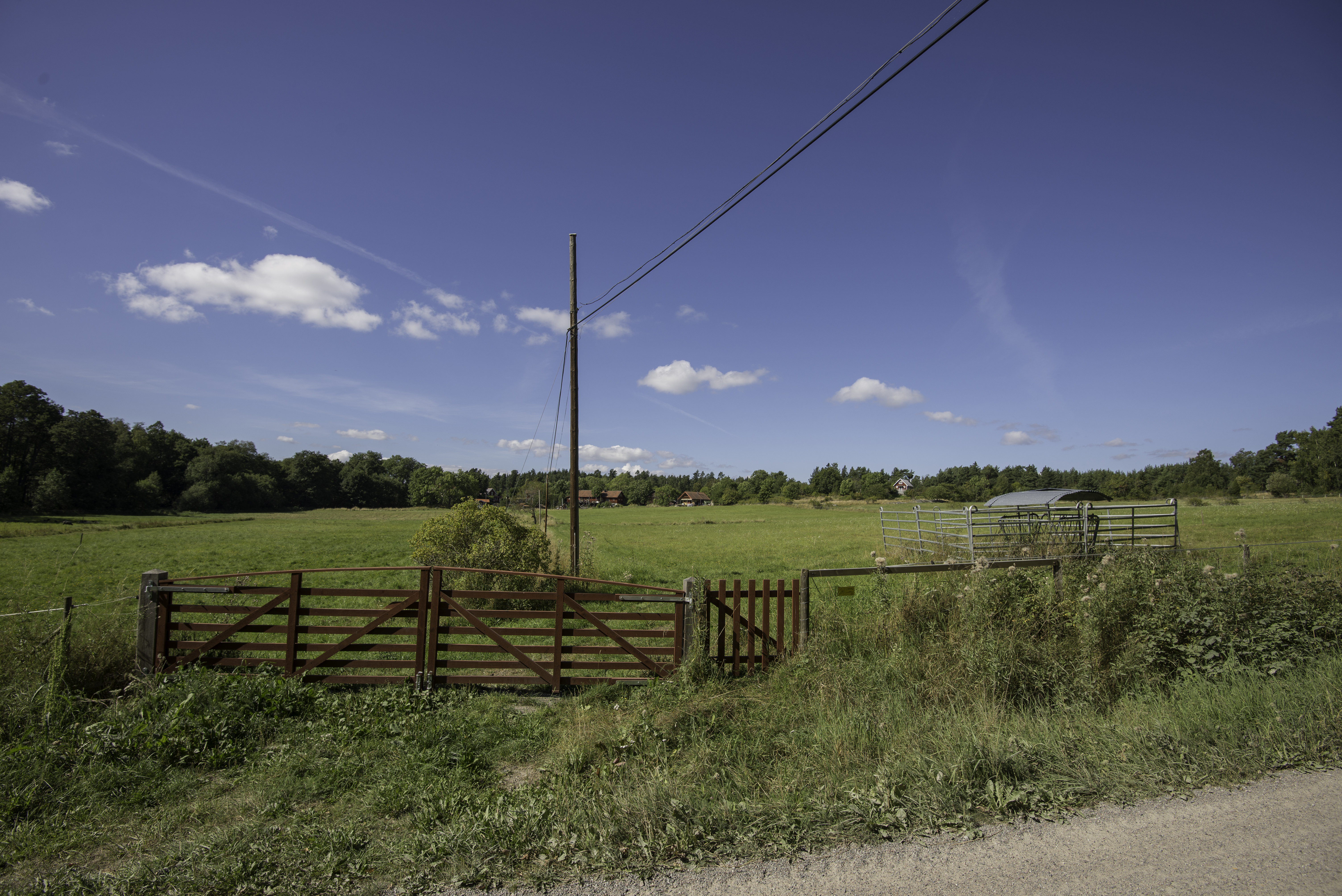
Interior da ilha